# Muhammad ibn al-Haddsch
Muhammad ibn al-Haddsch, arabisch محمد بن الحاج, DMG Muḥammad b. al-Ḥāǧǧ, war ein almoravidischer Gouverneur in Valencia, Lerida und Saragossa, der zwischen 1110 und 1115 über das Taifa-Königreich von Saragossa herrschte.

## Leben

### Kriegerische Auseinandersetzungen
Die Laufbahn von Muhammad ibn al-Haddsch begann im Heer der Almoraviden unter Yusuf ibn Taschfin. Als kommandierender General schlug er im Jahr 1097 in der Schlacht von Consuegra die Truppen Alfons VI. in die Flucht.
Ab 1102 hatten die Almoraviden El Cid aus Valencia verdrängt und sodann Muhammad ibn al-Haddsch dort zum Gouverneur eingesetzt. Nach dem Tod von Sulaiman Sayyid ad-Daula eroberte und besetzte er sodann die Taifa von Lérida und gewann Balaguer zurück.
Hilferufen aus dem ab 1110 besetzten Saragossa gab er schließlich nach und so wurde die Stadt nach der Schlacht von Valtierra am 31. Mai des Jahres 1110 von den Almoraviden zurückerobert.
Muhammad ibn al-Haddsch fungierte in der Taifa von Saragossa zunächst als Wālī und dann ab 1115 als Emir.
Muhammad ibn al-Haddsch ging zielbewusst gegen Alfons I. vor, der von der Vorstadt Juslibol aus Saragossa bedrohte, den er aber dann bis nach Ejea de los Caballeros zurückwerfen konnte. Anderweitig durch Angriffe der Kastilier und seine eigenen Eheprobleme abgelenkt, musste Alfons I. letztendlich seinen auf die Taifa von Saragossa ausgeübten Druck zurücknehmen.
Der abgesetzte Hudidenherrscher in Saragossa, Abd al-Malik Imad ad-Daula, hatte sich mit seinem Sohn auf seine Festung Rueda de Jalón zurückgezogen, von wo aus er Kriegszüge gegen Muhammad al-Haddsch unternahm, die aber so gut wie keinerlei Wirkung zeigten. 
Muhammad ibn al-Haddsch war ein kriegerischer Gouverneur. So führte er 1114 zusammen mit dem Gouverneur von Murcia Muhammad ibn Aischa eine Unternehmung gegen die Grafschaft Barcelona an. Gemeinsam belagerten sie die Stadt, wurden aber dann auf der Passhöhe Congost de Martorell im Verlauf der Schlacht von Martorell in die Flucht geschlagen und mussten somit die Belagerung Barcelonas wieder abbrechen.
Muhammad ibn al-Haddsch verstarb nur wenig später im Jahr 1115 (oder Jahr 508 der islamischen Zeitrechnung).

### Wirtschaft
Was den zivilen Sektor anbelangt, so reorganisierte Muhammad ibn al-Haddsch die Verwaltung der Taifa von Saragossa und machte den almoravidischen Dinar (arabisch دينار, DMG Dīnār) zum offiziellen Zahlungsmittel. Dadurch konnte er das Vertrauen der Händler und Kaufleute zurückgewinnen, welche in den letzten Jahren durch die defizitäre Politik der Hudiden aufgrund ausufernder Tributzahlungen (Parias) sehr verschreckt worden waren.